# Mikael Tillström
Mikael Tillström, né le 5 mars 1972 à Jönköping, est un ancien joueur de tennis suédois, professionnel entre 1991 et 2000. Reconverti dans les fonctions d'entraîneur, il entraine notamment le Français Gaël Monfils.

## Biographie

### Carrière d'entraîneur
Le 14 octobre 2015, le Français Gaël Monfils, sans entraîneur depuis la fin de sa collaboration avec l'entraîneur allemand Jan de Witt en août 2015, annonce avoir trouvé un nouvel entraîneur en la personne de Mikael Tillström.
Dans un communiqué diffusé le 15 juin 2018, Mikael Tillström et Gaël Monfils annoncent la fin de leur collaboration.
Le 16 mai 2023, cinq ans plus tard, Gaël Monfils annonce que Mikael Tillström sera de nouveau son entraîneur.

## Palmarès

### Titre en simple messieurs
| No | Date       | Nom et lieu du tournoi   | Catégorie    | Dotation  | Surface    | Finaliste      | Score         |  |
| -- | ---------- | ------------------------ | ------------ | --------- | ---------- | -------------- | ------------- |  |
| 1  | 07-04-1997 | Gold Flake Open, Chennai | World Series | 405 000 $ | Dur (ext.) | Alex Rădulescu | 6-4, 4-6, 7-5 |  |

### Finales en simple messieurs
| No | Date       | Nom et lieu du tournoi             | Catégorie   | Dotation  | Surface      | Vainqueur          | Score         |          |
| -- | ---------- | ---------------------------------- | ----------- | --------- | ------------ | ------------------ | ------------- | -------- |
| 1  | 06-04-1998 | Gold Flake Open, Chennai           | Int' Series | 405 000 $ | Dur (ext.)   | Patrick Rafter     | 6-3, 6-4      |          |
| 2  | 11-10-1999 | Heineken Open Singapore, Singapour | Series Gold | 600 000 $ | Dur (int.)   | Marcelo Ríos       | 6-2, 7-6      | Parcours |
| 3  | 07-02-2000 | Sybase Open, San José              | Int' Series | 350 000 $ | Dur (int.)   | Mark Philippoussis | 7-5, 4-6, 6-3 | Parcours |
| 4  | 01-05-2000 | Mallorca Open, Palma de Majorque   | Int' Series | 475 000 $ | Terre (ext.) | Marat Safin        | 6-4, 6-3      | Parcours |

### Titres en double messieurs
| No | Date       | Nom et lieu du tournoi                       | Catégorie           | Dotation  | Surface         | Partenaire      | Finalistes                        | Score           |          |
| -- | ---------- | -------------------------------------------- | ------------------- | --------- | --------------- | --------------- | --------------------------------- | --------------- | -------- |
| 1  | 27-07-1992 | Tournoi de tennis de Saint-Marin Saint-Marin | World Series        | 235 000 $ | Terre (ext.)    | Nicklas Kulti   | Cristian Brandi Federico Mordegan | 6-2, 6-2        |          |
| 2  | 07-07-1997 | Swedish Open Båstad                          | World Series        | 303 000 $ | Terre (ext.)    | Nicklas Kulti   | Magnus Gustafsson Magnus Larsson  | 6-0, 6-3        |          |
| 3  | 11-08-1997 | RCA Championships Indianapolis               | Championship Series | 915 000 $ | Dur (ext.)      | Michael Tebbutt | Jonas Björkman Nicklas Kulti      | 7-6, 7-5        |          |
| 4  | 09-02-1998 | St. Petersburg Open Saint-Pétersbourg        | Int' Series         | 315 000 $ | Moquette (int.) | Nicklas Kulti   | Marius Barnard Brent Haygarth     | 3-6, 6-3, 7-6   |          |
| 5  | 09-11-1998 | Stockholm Open Stockholm                     | Int' Series         | 800 000 $ | Dur (int.)      | Nicklas Kulti   | Chris Haggard Peter Nyborg        | 7-5, 3-6, 7-5   |          |
| 6  | 24-04-2000 | Open Seat Godó Barcelone                     | Series Gold         | 900 000 $ | Terre (ext.)    | Nicklas Kulti   | Paul Haarhuis Sandon Stolle       | 6-2, 62-7, 7-65 | Parcours |
| 7  | 12-06-2000 | Gerry Weber Open Halle                       | Int' Series         | 975 000 $ | Gazon (ext.)    | Nicklas Kulti   | Mahesh Bhupathi David Prinosil    | 7-64, 7-64      | Parcours |
| 8  | 10-07-2000 | Swedish Open Båstad                          | Int' Series         | 350 000 $ | Terre (ext.)    | Nicklas Kulti   | Andrea Gaudenzi Diego Nargiso     | 4-6, 6-2, 6-3   |          |

### Finales en double messieurs
| No | Date       | Nom et lieu du tournoi                   | Catégorie    | Dotation  | Surface      | Vainqueurs                    | Partenaire      | Score         |  |
| -- | ---------- | ---------------------------------------- | ------------ | --------- | ------------ | ----------------------------- | --------------- | ------------- |  |
| 1  | 20-07-1992 | Dutch Open Hilversum                     | World Series | 225 000 $ | Terre (ext.) | Paul Haarhuis Mark Koevermans | Mårten Renström | 6-7, 6-1, 6-4 |  |
| 2  | 04-07-1994 | Swedish Open Båstad                      | World Series | 288 750 $ | Terre (ext.) | Jan Apell Jonas Björkman      | Nicklas Kulti   | 6-2, 6-3      |  |
| 3  | 20-04-1998 | US Men's Clay Court Championship Orlando | Int' Series  | 264 250 $ | Terre (ext.) | Grant Stafford Kevin Ullyett  | Michael Tebbutt | 4-6, 6-4, 7-5 |  |
| 4  | 05-07-1999 | Swedish Open Båstad                      | Int' Series  | 325 000 $ | Terre (ext.) | David Adams Jeff Tarango      | Nicklas Kulti   | 7-66, 6-4     |  |

## Résultats en Grand Chelem

### En simple
| Année | Open d'Australie | Open d'Australie | Roland-Garros | Roland-Garros    | Wimbledon | Wimbledon         | US Open  | US Open          |
| ----- | ---------------- | ---------------- | ------------- | ---------------- | --------- | ----------------- | -------- | ---------------- |
| 1994  | -                | -                | 1/8 de finale | Pete Sampras     | -         | -                 | -        | -                |
| 1995  | -                | -                | 2e tour       | Bernd Karbacher  | -         | -                 | -        | -                |
| 1996  | 1/4 de finale    | Michael Chang    | 3e tour       | Michael Stich    | 3e tour   | Jakob Hlasek      | 2e tour  | Alexander Volkov |
| 1997  | 1er tour         | Gustavo Kuerten  | 1er tour      | Wayne Ferreira   | 1er tour  | Pete Sampras      | 1er tour | Jeff Salzenstein |
| 1998  | 2e tour          | Sébastien Lareau | 2e tour       | Andrew Ilie      | 2e tour   | Pete Sampras      | 3e tour  | Pete Sampras     |
| 1999  | 3e tour          | Nicolás Lapentti | 1er tour      | Goran Ivanišević | -         | -                 | 1er tour | Marat Safin      |
| 2000  | 2e tour          | Pete Sampras     | 1er tour      | Andreï Medvedev  | 1er tour  | Christophe Rochus | 1er tour | Carlos Moyà      |

À droite du résultat, l'ultime adversaire.

### En double
| Année | Open d'Australie         | Open d'Australie                 | Roland-Garros             | Roland-Garros                | Wimbledon                 | Wimbledon                      | US Open                | US Open                               |
| ----- | ------------------------ | -------------------------------- | ------------------------- | ---------------------------- | ------------------------- | ------------------------------ | ---------------------- | ------------------------------------- |
| 1993  | 1er tour Marten Renstrom | Mark Kratzmann Wally Masur       | 2e tour Rikard Bergh      | Mark Kratzmann Wally Masur   | -                         | -                              | -                      | -                                     |
| 1994  | -                        | -                                | 1er tour Nicklas Utgren   | Tom Nijssen Cyril Suk        | -                         | -                              | -                      | -                                     |
| 1995  | 1er tour Wayne Arthurs   | Scott Davis Brian MacPhie        | 1er tour Mark Petchey     | Gary Muller Danie Visser     | -                         | -                              | -                      | -                                     |
| 1996  | 1er tour Peter Nyborg    | Jan Apell Jonas Björkman         | -                         | -                            | -                         | -                              | -                      | -                                     |
| 1997  | -                        | -                                | -                         | -                            | -                         | -                              | -                      | -                                     |
| 1998  | 1er tour Michael Tebbutt | Joshua Eagle Andrew Florent      | 1er tour Nicklas Kulti    | Gábor Köves Jeff Tarango     | -                         | -                              | 3e tour Nicklas Kulti  | John-Laffnie de Jager Robbie Koenig   |
| 1999  | 3e tour Nicklas Kulti    | Gustavo Kuerten Nicolás Lapentti | Demi-finale Nicklas Kulti | Mahesh Bhupathi Leander Paes | 1er tour Nicklas Kulti    | Roger Federer Lleyton Hewitt   | 1er tour Nicklas Kulti | Marc-Kevin Goellner Francisco Montana |
| 2000  | 3e tour Nicklas Kulti    | Ellis Ferreira Rick Leach        | 3e tour Nicklas Kulti     | Paul Haarhuis Sandon Stolle  | Demi-finale Nicklas Kulti | Todd Woodbridge Mark Woodforde | 3e tour Nicklas Kulti  | Sébastien Lareau Daniel Nestor        |

Sous le résultat, le partenaire ; à droite, l'ultime équipe adverse.